# Phyllanthus orbicularis
Phyllanthus orbicularis là một loài thực vật có hoa trong họ Diệp hạ châu. Loài này được Kunth miêu tả khoa học đầu tiên năm 1817.